# Chika
Chika är ett orangerött färgämne som erhålls då bladen av Bignonia chica och barken av ett träd, aryana, extraheras med vatten. Därvid sker jäsning som frigör färgämnet, som utvinns genom tillsättning av alkohol. Produktion sker främst i Brasilien och Guayana.
Chika kan användas för färgning av bomullstyger. Det används även av vissa sydamerikanska indianstammar för hudmålning i avsikt att ge skydd mot solstrålning.